# Галли-Марье, Селестин
Селестин Галли́-Марье́ (фр. Célestine Galli-Marié; настоящая фамилия де л’Иль, фр. Marie-Célestine Laurence Marié de l'Isle; 15 марта 1837, Париж, Франция — 21 сентября 1905, Ванс, Франция) — французская оперная певица и артистка оперетты, солистка театра «Опера-Комик», первая исполнительница партии Кармен в опере Бизе. Её исполнение роли Кармен высоко оценил П. И. Чайковский. 

## Биография
Родилась 15 марта 1837 года в Париже в семье оперного певца и известного педагога Мари де л’Иля (Claude-Marie-Mécène Marié de l’Isle), который занимался её музыкальным образованием. В возрасте пятнадцати лет она вышла замуж за скульптора Галли (Jean-Pierre Victor Gally), который умер в 1861 году.
Дебютировала в 1859 году в Страсбурге, пела затем в Тулузе. С 1862 по 1885 год — в оперной труппе «Опера-Комик». В 1866 году она с большим успехом исполнила заглавную партию в опере Амбруаза Тома «Миньон», став прочно ассоциироваться в сознании зрителей с этим образом, так что когда позднее опера было возобновлена с другой исполнительницей, критика запротестовала: «Миньон — это Галли-Марье, никто другой не должен петь эту роль».
В мировую музыкальную историю вошла как первая исполнительница роли Кармен в одноимённой опере Бизе (3 марта 1875 года). Над созданием образа своей героини она тщательно работала с композитором. Она отвергала все варианты выходной арии, предложенные им, пока он не принес ей «Хабанеру» (по сообщению Э. Гиро было сделано до 13 вариантов выходной арии Кармен).
Гастролировала в Италии, России, Англии, Бельгии. В 1890 году участвовала в постановке «Кармен» (театр «Опера-Комик»), сбор от которой пошёл на сооружение памятника Ж. Бизе.

## Творчество
Обладала довольно высоким меццо-сопрано. Один из критиков так отозвался на её успешный дебют в «Служанке-госпоже» Перголези: «Она маленькая и изящная, с кошачьими движениями, с физиономией задорной и шаловливой, и во всем её облике, во всей её личности есть что-то проказливое и озорное. Она играет так, будто действительно была служанкой в богатых домах времен Мольера; она поет голосом круглым и свежим, пикантно и нежно».
Первая исполнительница партий Кармен в опере Бизе, Миньон в одноимённой опере Тома, Лазариль в опере «Дон Сезар де Базан» Массне, Пятницы в оперетте «Робинзон Крузо» Оффенбаха.

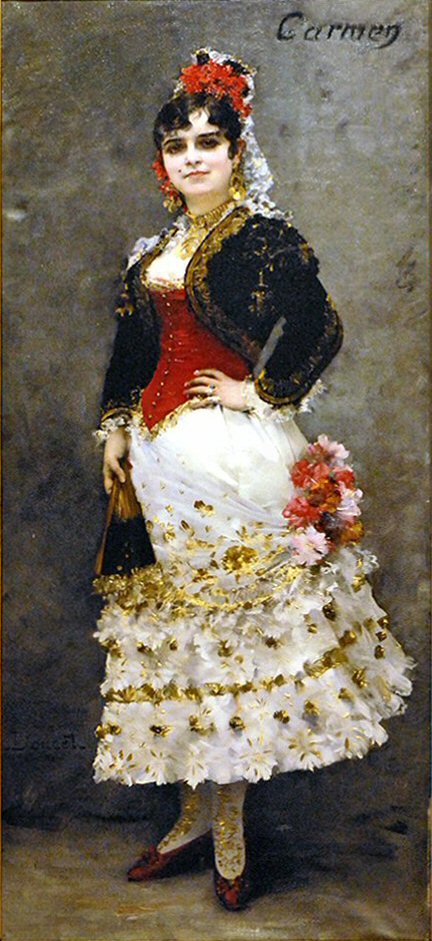
Кармен (1884)